# Caitlin Stasey

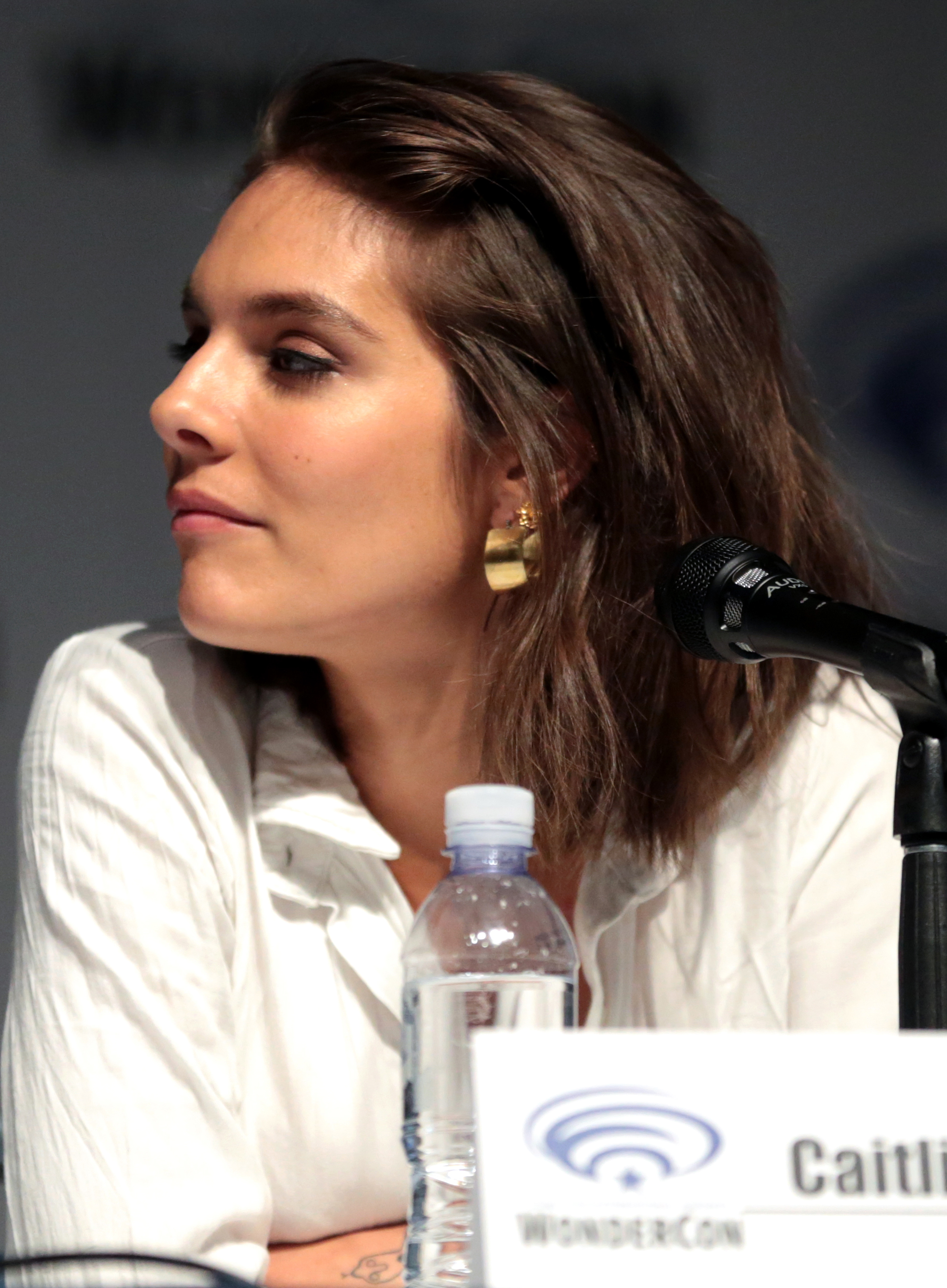
Caitlin Stasey bei der WonderCon 2017

Caitlin Jean Stasey (* 1. Mai 1990 in Melbourne, Victoria) ist eine australische Schauspielerin.

## Leben
Sie stammt aus Geelong in Victoria, Australien. Stasey begann mit sechs Jahren mit der Schauspielerei. Bekannt wurde sie durch die Rollen der Francesca „Frankie“ Thomas in Der Sleepover Club und der Rachel Kinski in Nachbarn (Neighbours). 2010 hatte sie in Tomorrow, When the War Began ihre erste Hauptrolle in einem Film. Von 2013 bis 2015 spielte sie in der Serie Reign mit. 2013 bis 2016 hatte sie eine Rolle in der ABC2-Serie Please Like Me. Im Jahr 2017 spielte Stasey als Ada im Fox-Fernsehdrama APB, das nach einer Saison im Mai 2017 eingestellt wurde.
Sie wurde als „Beste Schauspielerin“ für die Nick Kids’ Choice Awards nominiert.
Sie zog nach Ende ihrer Mitwirkung bei der Serie Nachbarn nach Los Angeles. Sie war von 2016 bis 2020 mit dem US-amerikanischen Schauspieler Lucas Neff verheiratet.

## Twitter-Seite #herself.com
Im Januar 2015 startete Stasey die Twitter-Seite herselfdotcom und eine zugehörige Internetseite. Dabei wurde sie von den beiden Feministinnen Hannah Terry-Whyte und Keenan MacWilliam unterstützt. Auslöser war die illegale Veröffentlichung von Aktbildern von prominenten Frauen wie Jennifer Lawrence im September 2014 nach Hackerangriffen. Stasey sagte dazu: „Mein ganzes Leben hatte ich schreckliche Angst, dass Nacktbilder von mir auftauchten, die ich meinen Exfreunden geschickt habe. Jetzt muss ich mir keine Sorgen mehr machen, denn alles von mir ist überall“. Auf der Internetseite befinden sich Interviews mit Stasey und 26 weiteren Frauen zu Selbstbild, Masturbation, Pornographie und sexueller Identität. Daneben wurden jeweils mehrere Aktbilder der beteiligten Frauen veröffentlicht. Nach einem Bericht des Spiegel bewarben sich bis April 2015 mehr als 3.000 Frauen, um bei herself.com mitzumachen. Sie stammen überwiegend aus Australien und den USA. Stasey selbst versteht sich als LGBTQIA-Aktivistin. Sie sorgte bereits 2014 für ein Medienecho, als sie bei der Kampagne Free The Nipple mitmachte. Dabei ging es darum, dass Frauen in den USA ihren unbekleideten Oberkörper frei zeigen dürfen.

## Filmografie (Auswahl)
- 2003–2006: Der Sleepover Club (The Sleepover Club, Fernsehserie, 27 Folgen)
- 2005–2009: Nachbarn (Neighbours, Seifenoper, 285 Folgen)
- 2010: Tomorrow, When the War Began
- 2011: J.A.W. (Kurzfilm)
- 2013: Evidence – Auf der Spur des Killers (Evidence)
- 2013: All Cheerleaders Die
- 2013–2015: Reign (Fernsehserie, 44 Folgen)
- 2013–2016: Please Like Me (Fernsehserie, 21 Folgen)
- 2014: I, Frankenstein
- 2014: Chu and Blossom
- 2014: Lust for Love
- 2016: Gefesselt: Wake in Fear (All I Need)
- 2016: Fear, Inc.
- 2017: APB – Die Hightech-Cops (APB, Fernsehserie, 12 Folgen)
- 2018: Summertime
- 2018: For The People (Fernsehserie, 3 Folgen)
- 2018: The Girl in the Bathtub (Fernsehfilm)
- 2019: Kindred Spirits
- 2020: The Only One
- 2020: Laura Hasn’t Slept (Kurzfilm)
- 2021–2022: Bridge and Tunnel (Fernsehserie, 12 Folgen)
- 2022: Smile – Siehst du es auch? (Smile)
- 2023: Class of ’07 (Fernsehserie, 8 Folgen)